# Atal Bihari Vajpayee
Atal Bihari Vajpayee (अटल बिहारी वाजपेयी), né le 25 décembre 1924 à Gwalior dans l'État du Madhya Pradesh et mort le 16 août 2018 à New Delhi, est un homme d'État indien.

## Biographie
En 1951, Atal Bihari Vajpayee fonde le Bharatiya Jan Sangh et devient membre du Parlement indien pour la première fois en 1957. Il rejoint, en 1977, le Janata Party, un parti nationaliste hindou nouvellement formé. De 1977 à 1980, il a occupé le poste de ministre des Affaires étrangères du gouvernement de Morarji Desai. En 1980, il a quitté le Janata Party, avec un groupe d'insatisfaits de la politique menée par le parti et participe à la formation du Bharatiya Janata Party (BJP) avec d’anciens partisans du RSS.
Atal Bihari Vajpayee devient Premier ministre pour la première fois en mai 1996 en tant que membre du BJP et dirige un gouvernement qui ne durera que 13 jours. Il obtient la même poste pour la deuxième fois en 1998, et décide d'effectuer des essais nucléaires à Pokharan, bien que l'Inde ne soit pas alors signataire du Traité de non-prolifération nucléaire (TNP). Sa décision entraîne un embargo de l'Inde sur les matières nucléaires sensibles. Il lui est  décerné ironiquement le prix Ig Nobel, comme son homologue pakistanais Nawaz Sharif.
Atal Bihari Vajpayee entamait un troisième mandat en 1999 à la tête d'un gouvernement de coalition contrôlé par la National Democratic Alliance (NDA), dans laquelle le BJP est une composante majeure. À la suite de la défaite électorale de son parti, il a démissionné le 13 mai 2004.
Atal Bihari Vajpayee était un poète reconnu et a publié un recueil.

## Vie privée
Vajpayee est resté célibataire toute sa vie. Il a adopté et élevé Namita Bhattacharya comme son propre enfant, la fille de son ami de longue date Rajkumari Kaul et de son mari BN Kaul. Sa famille adoptive vivait avec lui. 

## Décès
Vajpayee a été victime d'un accident vasculaire cérébral en 2009 qui a altéré son élocution. Le 11 juin 2018, Vajpayee a été admis à l'AIIMS dans un état critique à la suite d'une infection rénale. Il a été officiellement déclaré mort à 17h05 IST le 16 août 2018 à l'âge de 93 ans.

## Distinction
- Bharat Ratna en 2015[8]